# Afromevesia fuscitarsis
Afromevesia fuscitarsis är en stekelart som först beskrevs av Gyöö Viktor Szépligeti 1908.  Afromevesia fuscitarsis ingår i släktet Afromevesia och familjen brokparasitsteklar. Inga underarter finns listade i Catalogue of Life.